# Алиев, Аликул
Аликул Алиев — советский хозяйственный, государственный и политический деятель.

## Биография
Родился в 1914 году в кишлаке Чорбог. Член КПСС с 1939 года.
С 1929 года — на хозяйственной, общественной и политической работе. В 1929—1946 гг. — батрак, слушатель курсов счетоводов, помощник счетовода в Чорбоге Ура-Тюбинского района, секретарь Чорбогского кишлачного Совета Ура-Тюбинского района, заместитель, заведующий отделом народного образования исполкома Кулябского облсовета депутатов трудящихся, заведующий сектором, заведующий орготделом Кулябского обкома КП (б) Таджикистана, первый секретарь Ховалинского райкома КП (б) Таджикистана, председатель исполкома Кулябского областного Совета депутатов трудящихся, министр финансов Таджикской ССР, заместитель председателя Госплана Совета Министров Таджикской ССР.
Избирался депутатом Верховного Совета Таджикской ССР 2-7-го созывов.
Умер после 1974 года.